# 根抵当権移転登記
根抵当権移転登記（ねていとうけんいてんとうき）とは、日本における登記の態様の1つで、根抵当権の承継を登記することである。本稿では不動産登記における根抵当権移転登記及びそれに付随する登記について説明する。
根抵当権が現在の登記名義人から他人に承継された場合、第三者に対抗するためには原則として根抵当権移転登記が必要となる（b:民法第177条）。その方法は一般承継か特定承継かによって一部手続きが異なる。一方、債務者につき承継が生じた場合、登記事項の変更であるので根抵当権変更登記をすることになる。

## 略語について
説明の便宜上、次のとおり略語を用いる。
法
不動産登記法（2004年（平成16年）6月18日法律第123号）
令
不動産登記令（2004年（平成16年）12月1日政令第379号）
規則
不動産登記規則（2005年（平成17年）2月18日法務省令第18号）
記録例
不動産登記記録例（2009年（平成21年）2月20日民二500号通達）

## 元本確定前

### 概要
根抵当権の元本確定前においては、債権譲渡・代位弁済・債務引受・更改によっては根抵当権は移転しない（b:民法第398条の7）。また、根抵当権には持分という概念が存在しないので、根抵当権共有持分放棄ということもありえない。根抵当権の準共有者でなくなるためには、権利の譲渡をすることになる。詳しくは根抵当権の処分の登記を参照。
一方、根抵当権者につき一般承継（会社分割を除く。以下同じ。）があった場合には根抵当権は移転する。本稿ではこの場合の手続きについて説明する。

### 登記の流れ
根抵当権者に合併があった場合、合併を原因とする根抵当権移転登記をする。根抵当権者に相続があった場合、相続を原因とする根抵当権移転登記後、指定根抵当権者の合意の登記をする（b:民法第398条の8第1項、法92条）。この合意の登記を相続開始後6か月以内にしない場合、元本は相続開始時に確定したものとみなされる（民法398条の8第4項）。
なお、この相続登記は通常の相続登記とは異なる点がある。この登記で言う相続人には、特別受益者や遺産分割により相続をしないこととなった者でも、民法398条の8第1項の合意による指定を受けないことを明確に意思表示していない場合は含まれる（1971年（昭和46年）12月27日民三960号依命通知第5）。
また、相続人が1人しか存在しない場合でも、相続の登記を飛ばして合意の登記をすることはできないし、相続の登記をもって合意の登記に代えることもできない。

### 登記申請情報（一部）

#### 合併・相続の登記
登記の目的（令3条5号）は、根抵当権が前根抵当権者の単独所有であった場合、「登記の目的　1番根抵当権移転」のように記載する（記録例484・488）。
登記原因及びその日付（令3条6号）は、相続の場合は前根抵当権者（被相続人）の死亡の日を日付として「原因　平成何年何月何日相続」のように記載し（記録例484）、合併の場合はその効力発生日を日付として「原因　平成何年何月何日合併」のように記載する（記録例488）。
登記申請人（令3条1号）については、相続又は合併による根抵当権移転登記は、登記権利者による単独申請で行う（法63条2項）。
相続の場合の記載の例は以下のとおりである。
合併の場合も同様に、（被合併会社　株式会社D）のように記載し、その下に根抵当権者として承継する法人を記載すればよい。なお、以下の事項も記載しなければならない。
- 原則として申請人たる法人の代表者の氏名（令3条2号）
- 支配人が申請をするときは支配人の氏名（一発即答14頁）
- 持分会社が申請人となる場合で当該会社の代表者が法人であるときは、当該法人の商号又は名称及びその職務を行うべき者の氏名（2006年（平成18年）3月29日民二755号通達4）。

添付情報（規則34条1項6号、一部）は、登記原因証明情報（法61条・令7条1項5号ロ）である。合併の場合は更に代表者資格証明情報も原則として添付しなければならない（令7条1項1号）。
一方、既述のとおり単独申請で行うので、登記識別情報の添付は不要である（法22条本文参照）。なお、登記原因証明情報の具体例については所有権移転登記#登記原因証明情報に関する論点を参照。論点は同じである。
登録免許税（規則189条1項前段）は、極度金額の1,000分の1である（登録免許税法別表第1-1(6)イ）。 なお、端数処理など算出方法の通則については不動産登記#登録免許税を参照。

#### 合意の登記
登記の目的（令3条5号）は、「登記の目的　1番根抵当権変更」のように記載する（記録例484）。
登記原因及びその日付（令3条6号）は、合意の効力発生日を日付として「原因　平成何年何月何日合意」のように記載する（記録例484）。
合意により定めた相続人の表示は、「指定根抵当権者　何市何町町何番地　B」のように記載する（記録例484）。この指定根抵当権者は根抵当権の相続登記により登記名義人となった者でなければならない（1971年（昭和46年）10月4日民甲3230号通達第8なお書）。
登記申請人（令3条1号）は、相続の登記により根抵当権者となった者を登記権利者、根抵当権の目的たる権利の登記名義人を登記義務者として記載する。
添付情報（規則34条1項6号、一部）は、登記原因証明情報（法61条・令7条1項5号ロ）、登記義務者の登記識別情報（法22条本文）又は登記済証及び、根抵当権の目的たる権利が所有権の場合で書面申請のときには登記義務者の印鑑証明書（令16条2項・規則48条1項5号及び47条3号イ(1)、令18条2項・規則49条2項4号及び48条1項5号並びに47条3号イ(1)）を添付する。
なお、書面申請の場合でも根抵当権の目的たる権利が所有権以外のときは印鑑証明書の添付は不要である（令16条2項・規則48条1項5号、令18条2項・規則49条2項4号及び48条1項5号）が、登記義務者が登記識別情報を提供できない場合には添付しなければならない（規則47条3号ハ参照）。
登録免許税（規則189条1項前段）は、不動産1個につき1,000円である（登録免許税法別表第1-1(14)）。

### 登記の実行
相続又は合併、合意の登記のいずれも付記登記で実行される（規則3条5号・2号ロ）。合意の登記の場合、通常の変更登記の場合と異なり、変更前の根抵当権者の表示を抹消する記号を記録するべきではない（記録例484参照）。

## 元本確定後
根抵当権の元本確定後においては、随伴性や持分の概念が発生するので、性質は抵当権とほぼ同じになる。手続きについては抵当権移転登記を参照。ただし、元本確定によって根抵当権が抵当権になるわけではないので、登記申請情報に記載すべき登記の目的（令3条5号）は「登記の目的　1番根抵当権移転」などのように記載する。また、令3条9号の文言から、持分は登記できないとする説もある（逐条不動産登記令-39頁）。